# Шипрок (Нью-Мексико)
Шипрок (англ. Shiprock) — переписна місцевість (CDP) в США, в окрузі Сан-Хуан штату Нью-Мексико. Населення — 7718 осіб (2020).

## Географія
Шипрок розташований за координатами 36°47′26″ пн. ш. 108°41′59″ зх. д. / 36.79056° пн. ш. 108.69972° зх. д. (36.790491, -108.699727).  За даними Бюро перепису населення США в 2010 році переписна місцевість мала площу 35,62 км², з яких 34,81 км² — суходіл та 0,80 км² — водойми.

## Демографія
Згідно з переписом 2010 року, у переписній місцевості мешкало 8295 осіб у 2343 домогосподарствах у складі 1889 родин. Густота населення становила 233 особи/км².  Було 2706 помешкань (76/км²).
Расовий склад населення:
| - 96,2 % — корінних американців - 1,5 % — білих - 0,2 % — азіатів - 0,1 % — чорних або афроамериканців |

До двох чи більше рас належало 1,9 %. Частка іспаномовних становила 1,6 % від усіх жителів.
За віковим діапазоном населення розподілялося таким чином: 32,7 % — особи молодші 18 років, 59,3 % — особи у віці 18—64 років, 8,0 % — особи у віці 65 років та старші. Медіана віку мешканця становила 28,8 року. На 100 осіб жіночої статі у переписній місцевості припадало 92,1 чоловіків;  на 100 жінок у віці від 18 років та старших — 89,2 чоловіків також старших 18 років.
Середній дохід на одне домашнє господарство  становив 47 131 долар США (медіана — 32 324), а середній дохід на одну сім'ю — 52 892 долари (медіана — 41 809). Медіана доходів становила 31 845 доларів для чоловіків та 26 530 доларів для жінок. За межею бідності перебувало 34,2 % осіб, у тому числі 44,7 % дітей у віці до 18 років та 30,0 % осіб у віці 65 років та старших.
Цивільне працевлаштоване населення становило 2830 осіб. Основні галузі зайнятості: освіта, охорона здоров'я та соціальна допомога — 36,9 %, будівництво — 9,0 %, роздрібна торгівля — 8,4 %, мистецтво, розваги та відпочинок — 8,4 %.